# Numerazione dei tornanti

Segnale stradale di numerazione di tornanti

In Italia, in alcuni tratti di strada con serie di tornanti, i tornanti vengono numerati con appositi segnali stradali.
Trova utilizzo la numerazione dei tornanti nei tratti di strada che portano ai passi di montagna, per far notare al conducente quanto manca alla cima del valico, poiché la maggior parte delle strade che portano ai valichi presentano una serie di tornanti.

## Funzionamento della segnaletica
Se saliamo verso il valico, il numero progressivo dei tornanti scritto sui vari segnali lo vediamo scendere.
In caso di discesa dal valico, il numero progressivo dei tornanti lo vediamo salire.
In sostanza il tornante con la più alta quota ha il numero 1.

## Esempi di serie di tornanti
- Il tratto della strada statale 38 dello Stelvio che da Trafoi al passo dello Stelvio presenta 48 tornanti.
- Il tratto della strada statale 48 delle Dolomiti che da Arabba porta al passo Pordoi presenta 33 tornanti, mentre il tratto da Canazei al passo Pordoi presenta 27 tornanti.